# Ptilogyna
Ptilogyna is een muggengeslacht uit de familie van de langpootmuggen (Tipulidae).

## Soorten

### OndergeslachtCtenogyna
- P. (Ctenogyna) bicolor (Macquart, 1838)
- P. (Ctenogyna) nasalis (Alexander, 1924)

### OndergeslachtPlusiomyia
- P. (Plusiomyia) clarki (Alexander, 1928)
- P. (Plusiomyia) felix (Alexander, 1922)
- P. (Plusiomyia) flabellifera Loew, 1851
- P. (Plusiomyia) gracilis (Walker, 1848)
- P. (Plusiomyia) herroni (Alexander, 1948)
- P. (Plusiomyia) inornata (Skuse, 1890)
- P. (Plusiomyia) kraussiana (Alexander, 1966)
- P. (Plusiomyia) leucoplagia (Alexander, 1957)
- P. (Plusiomyia) lineata (Skuse, 1890)
- P. (Plusiomyia) mackerrasi (Alexander, 1928)
- P. (Plusiomyia) margaritae (Alexander, 1948)
- P. (Plusiomyia) mathesonae Dobrotworsky, 1971
- P. (Plusiomyia) minor (Alexander, 1922)
- P. (Plusiomyia) necopina (Alexander, 1922)
- P. (Plusiomyia) neocaledonica (Alexander, 1948)
- P. (Plusiomyia) neogama (Alexander, 1944)
- P. (Plusiomyia) olliffi (Skuse, 1890)

- P. (Plusiomyia) pandoxa (Alexander, 1922)
- P. (Plusiomyia) spissigrada (Alexander, 1922)
- P. (Plusiomyia) tasmaniensis (Alexander, 1922)
- P. (Plusiomyia) tripectinata (Alexander, 1922)
- P. (Plusiomyia) wellsi (Alexander, 1950)
- P. (Plusiomyia) westralis Dobrotworsky, 1971

### OndergeslachtPtilogyna
- P. (Ptilogyna) cheesmanae Alexander, 1947
- P. (Ptilogyna) macquartii Loew, 1851
- P. (Ptilogyna) minima Alexander, 1922
- P. (Ptilogyna) ramicornis (Walker, 1835)